# Dagna Grande
Dagna Grande o Daina (in croato: Velika Dajna o Vela Dajna) è un isolotto disabitato della Dalmazia settentrionale, in Croazia, situato a sud di Zut, nel mar Adriatico; fa parte delle isole Incoronate. Amministrativamente appartiene al comune Morter-Incoronate, nella regione di Sebenico e Tenin.
Dagna Grande e l'adiacente scoglio Dagna Piccola sono indicati anche come scogli Daina.

## Geografia
Dagna Grande si trova nella parte meridionale del canale di Zut (Žutski kanal), tra punta Radovan, l'estremità meridionale di Zut da cui dista 730 m, e l'isola Incoronata che si trova a circa 1 km di distanza. L'isola, di forma irregolare, si trova circondata da altri piccoli isolotti e scogli; ha una superficie di 0,17 km², uno sviluppo costiero di 1,85 km e un'altezza di 46,6 m.

### Isole adiacenti
- Dagna Piccola[8] o Dagna Piccolo[4] (Mala Dajna), chiamato anche Camicich[5], piccolo scoglio che ha la forma di un chicco di riso, 200 m a est di Dagna Grande; ha un'area di 2923 m²[9] e la sua altezza è di 5 m[2] 43°48′32″N 15°22′06″E.
- Kamenis[5][6] o Vodignach[7] (Kamenar), isolotto a soli 110 m[2] dall'estrema punta sud-orientale di Zut (rt Lopatica) e circa 1 km[2] a nord-est di Dagna Grande; ha una superficie di 0,034 km²[1], lo sviluppo costiero è di 0,8 km[1] e l'altezza massima di 26 m[2] 43°49′04″N 15°22′30″E.
- Scogli Dannize[5][6] o Dinarici[7], coppia di scogli rotondi che distano 70 m[2] l'uno dall'altro; si trovano a sud-est, all'ingresso meridionale del canale di Zut, a circa 800 m[2] di distanza:
  - Dagnizza Grande[3] o Dannize grande (Vela Dajnica), ha una superficie di 0,021 km²[1], uno sviluppo costiero di 0,54 km[1] e un'altezza di 13 m[2] 43°48′20″N 15°22′30″E;
  - Dagnizza Piccola[8] o Dannize piccolo (Mala Dajnica), ha una superficie di 0,011 km²[1], uno sviluppo costiero di 0,38 km[1] e un'altezza di 20 m[2] 43°48′24″N 15°22′36″E.
- Brusgnacco[5][6][10] o Brusgnatza[7] (Brušnjak), piccolo scoglio a sud-ovest di Dagnizza Grande e 1 km a sud-est di Dagna Grande; ha un'area di 5512 m²[9], una costa lunga 292 m[9] e un'altezza di 7 m[2] 43°48′01″N 15°22′18″E.
- Scogli Zernicoviza[5] o Cernicovaz[7], nel canale di Zut, all'altezza della punta meridionale di Zut:
  - il più piccolo dei due Zernicoviza (Crnikovac Mali o Beretica) ha un'area di 5881 m²[9], una costa lunga 302 m[9] e un'altezza di 11 m[2]; si trova 770 m a nord-ovest di Dagna Grande 43°49′14″N 15°21′05″E;
  - lo scoglio Zernicoviza[6] (Crnikovac Veli o Klobuk), a forma di goccia, si trova 290 m a nord-ovest dell'altro; ha un'altezza di 25 m[2], un'area di 8204 m²[9] e una costa lunga 358 m[9] 43°49′04″N 15°21′19″E.
- Scoglio Calafatini[11] o Calafin[7] (hrid Kalafatić o hrid Prišnjak), affiora 440 m a sud-ovest dello scoglio Zernicoviza, al centro del canale di Zut; ha un'area di 384 m²[9] 43°49′06.46″N 15°20′45.78″E.

### Cartografia
- (HR) Mappa topografica della Croazia 1:25000, su preglednik.arkod.hr. URL consultato il 27 febbraio 2017.
- G. Giani, Carta prospettiva delle Comuni censuarie della Dalmazia, foglio 2, 1839. Fondo Miscellanea cartografica catastale, Archivio di Stato di Trieste.
- Carta di cabottaggio del mare Adriatico, foglio VII, Milano, Istituto geografico militare, 1822-1824. URL consultato il 17 febbraio 2017 (archiviato dall'url originale il 13 aprile 2013).